# Ђорђе Протић
Ђорђе Протић (Бела Црква, 1793 — Београд, 7. децембар 1857) био је српски политичар и судија. Био је министар унутрашњих послова, министар спољних послова и председник Владе Кнежевине Србије (15. мај 1840 — 7. септембар 1842). Један је од организатора Милетине буне 1835. Режиму кнеза Михаила Обреновића стварао је непријатеље, па је великим делом заслужан за његов пад.

## Школовање и почетак службе
Ђорђе Протић рођен је 1793. у Белој Цркви, у коју су због рата његови родитељи побегли из Рама. Његов отац Јован Протић био је саветник за Пожаревачку нахију. Ђорђе се школовао у Пожаревцу и Београду. Грчки језик је учио у Грчкој школи у Земуну, једној од најбољих грчких школа у овом делу Европе, сам је учио немачки, а знао је и турски. У државну службу ступио је 1819. као писар, па је пратио посланике у Цариград. Када се вратио петнаест година је радио у Народном суду у Крагујевцу, најпре као писар, па секретар и на крају председник народнога суда. Поред судске службе управљао је разним државним добрима.

## Сукоб са кнезом Милошем
Био је ожењен ћерком гружанскога кнеза Петра Топаловића, који се 1827. пожалио кнезу Милошу Обреновићу на свога зета, да је Протић осрамотио своју сваст, тј. Топаловићеву млађу ћерку. Милош је онда наредио да се Ђорђу Протићу удари 50 батина. Од тога тренутка Ђорђе је замрзио кнеза. Са друге стране, кнез Милош је дао да га избатинају Константина Николајевића јер није судио по његовој вољи.
Једренски мир након Руско-турскога рата склопљен је 14. септембра 1829. Део споразума односио се и на Србију, тако да се Османско царство обавезивало да ће испунити Акерманску конвенцију и да ће Србији вратити шест отргнутих нахија. Кнез Милош је одмах на те вести 23. септембра 1829. послао Ђорђа Протића и Аврама Петронијевића на преговоре у Цариград. Њихов задатак је био да траже комесара са којим ће се вратити и да се изведе обележавање граница. Требало је да траже и Дунавске аде.

## Милетина буна
По повратку из Цариграда Протић је наставио да ради у суду све до 1834. Био је огорчен на кнеза Милоша јер га је 1827. казнио батинама, па се прикључио организаторима Милетине буне. Организатор завере био је Стојан Симић. Срце покрета чинили су Аврам Петронијевић, Милета Радојковић, Ђорђе Протић и Ранко Мајсторовић. Био је један од најрадикалнијих, тако да су Стојан Симић и он тражили да се Милош збаци и да се за кнеза узме његов син. Међутим, остали завереници су били умеренији. Милетина буна избила је у јануару 1835. и натерала је кнеза да пристане на Сретењској великој народној скупштини, која је донела Сретењски устав.

## Бег у Земун и повратак
Након проглашења устава постао је члан Државнога савета, али како је устав брзо суспендован тако се и окончало чланство у Савету. Постављен је за председника суда београдскога округа. Због једне криво досуђене пресуде друге судије су се дигле против њега, па је кнез Милош одредио комисију да утврди да ли је стварно погрешио. Пошто је комисија утврдила да је погрешио, кнез Милош га је преместио и одредио за председника пожаревачкога суда, али он није хтео да оде у Пожаревац, него је марта 1836. побегао у Земун. Турској и руској дипломатији достављао је петиције против кнеза. Отишао је и у Русију да се жали руском цару на незакониту кнежеву владавину. Док је боравио у Букурешту кнез је тражио од руских власти да га протерају. У емиграцији је написао спис „Образ књаза Милоша и његовог владања”, у коме је описивао Милошеву самовољу и несталан положај чиновника у Милошевој служби. У Србију се вратио тек након доласка кнеза Долгорукога у октобру 1837. и тада је именован за председника окружнога суда у Шапцу.

## Председник Владе
После тога постао је члан Законодавне комисије. Када је Аврам Петронијевић због устава отишао 20. априла 1838. у Цариград кнез Милош га је уместо Аврама поставио као заступника кнежевога представника (вршиоца дужности председника владе). Након доношења Турскога устава Протић је 26. фебруара 1839. постављен за министра унутрашњих послова. До тога времена био је међу водећим опозиционарима, а тада је по властитом признању прешао на супротну страну. Након абдикације кнеза Милоша остао је министар унутрашњих послова и за време Намесништва. Када је кнез Михаило дошао на власт Ђорђе Протић је 15. маја 1840. постављен за председника Владе Кнежевине Србије (кнежевога представника) и министра спољних послова. На том положају остао је све до смене кнеза Михаила, тј. до 7. септембра 1842. Уз председничко звање 28. јуна/10. јула 1841, добио је и чин ђенерал-мајора, мада није био војно лице. Кнегиња Љубица Обреновић и он су дали подршку Јеврему Обреновићу да побуни више нахија против кнежевих тутора Томе Вучића и Аврама Петронијевића и начина на који су то постали, па је због тога сазвана Велика Народна скупштина, на којој је тражено да уставобранитељске вође напусте Србију. Замерало му се да је режиму кнеза Михаила само стварао непријатеље и да је великим делом заслужан за његов пад. Дошао је у сукоб са Томом Вучићем, Аврамом Петронијевићем, па чак и са Јевремом Обреновићем. Чак је и Порта тражила да се Протић смени.

## Избеглиштво и смрт
Са кнезом Михаилом је напустио 1842. године Србију и отишао у Немачку. Када је Мајска скупштина одржана 13. маја 1848. прогласила Српску Војводину Протић је био изабран у Главни одбор Српског народног покрета. У избеглиштву се бавио писањем својих мемоара. Такође је превео и у Новом Саду штампао књигу „Устанак грчки од почетка (1821) до Битке под Наварином (1827)”. Када се поново 1857. вратио у Србију, добио је пензију. Умро је 25. новембра/7. децембра 1857. године и сахрањен је на Ташмајдану, поред Цркве Светог Марка.